# داسی‌سوسمار
درپانوسور (نام علمی: ') نام یک سرده از راسته نیاسوسماران است.